# Корефлексивне відношення
Властивості бінарних відношень:
{\displaystyle \forall a,b,c\;\in {X}:}
рефлексивність {\displaystyle (aRa)\!}

антирефлексивність {\displaystyle \lnot (aRa)\!}

симетричність {\displaystyle aRb\Rightarrow bRa\!}

асиметричність {\displaystyle aRb\;\Rightarrow \lnot (bRa)}

антисиметричність {\displaystyle aRb\wedge bRa\Rightarrow a=b}

транзитивність {\displaystyle aRb\wedge bRc\Rightarrow aRc}

антитранзитивність {\displaystyle aRb\wedge bRc\Rightarrow \lnot (aRc)}

повнота {\displaystyle aRb\vee bRa\!}
Корефлексивне відношення — бінарне відношення {\displaystyle R} на множині {\displaystyle X} таке, що будь-які два елементи {\displaystyle (a,b)} множини {\displaystyle X}, що перебувають у відношенні {\displaystyle (a,b)\in R} (що записують ще як {\displaystyle aRb}), збігаються {\displaystyle a=b}.
Формально, бінарне відношення {\displaystyle R} корефлексивне, якщо {\displaystyle \forall a,b\in X(aRb\Rightarrow a=b)}.
Бінарне відношення {\displaystyle R} на множині {\displaystyle X} є корефлексивним тоді й лише тоді, коли воно є підмножиною тотожного відношення {\displaystyle id_{X}} на множині {\displaystyle X} ({\displaystyle id_{X}=\{(x,x)|x\in X\}}), тобто {\displaystyle R\subseteq id_{X}}.

## Приклади
- Відношення «рівне і непарне» на множині натуральних чисел: {\displaystyle R=\{(1,1),(3,3),\ldots \}}